# هاروكي فوكوشيما
هاروكي فوكوشيما (باليابانية: 福島 春樹) (8 أبريل 1993 في سيتو في اليابان – )؛ هو لاعب كرة قدم ياباني سابق كان يلعب كحارس مرمى.

## وصلات خارجية
- هاروكي فوكوشيما على موقع رابطة كرة القدم اليابانية للمحترفين (اليابانية)
- هاروكي فوكوشيما على موقع قاعدة بيانات كرة القدم.إي يو (الإنجليزية)
- هاروكي فوكوشيما على موقع Soccerway.com (الإنجليزية)
- هاروكي فوكوشيما على موقع عالم كرة القدم.نت (الإنجليزية)
- هاروكي فوكوشيما على موقع كووورة